# Viking Press
Viking Press est une maison d'édition américaine fondée à New York en 1925 par Harold K. Guinzburg et George S. Oppenheim. 
Elle a été rachetée par Penguin Group en 1975. Le logo de la firme est un drakkar viking.
Pascal Covici y fut éditeur de 1938 à sa mort.

## Auteurs publiés chez Viking Press
- Kingsley Amis
- John Ashbery
- Saul Bellow
- Ludwig Bemelmans
- Jorge Luis Borges
- T. C. Boyle
- William S. Burroughs
- Bruce Chatwin
- J. M. Coetzee
- Robert Coover
- Robertson Davies
- Don DeLillo
- Roddy Doyle
- Lawrence Durrell
- Helen Fielding
- Ken Follett
- Frederick Forsyth
- William Gaddis
- Elizabeth Gilbert
- Nadine Gordimer
- Graham Greene
- Martha Grimes
- Garrison Keillor
- William J. Kennedy
- Jack Kerouac
- Stephen King
- Richard Krawiec
- Simon Leys
- David Lodge
- Peter Matthiessen
- Arthur Miller
- Octavio Paz
- Thomas Pynchon
- Philip Roth
- Salman Rushdie
- Vita Sackville-West
- Kate Seredy
- Carol Shields
- Wallace Stegner
- John Steinbeck
- Rex Stout
- Amor Towles
- William Trevor
- William T. Vollmann
- Rebecca West
- Norah Vincent